# Oink! (videogioco 1987)
Oink! è un videogioco tratto dalla rivista a fumetti comica britannica Oink! e pubblicato nel 1987 per Amstrad CPC, Commodore 64 e ZX Spectrum dall'editrice britannica CRL. È costituito da tre sottogiochi d'azione affrontabili senza un ordine prefissato.

## Trama
Uncle Pigg, un maiale antropomorfo editore del famoso fumetto Oink!, deve assemblare le pagine della rivista per arrivare in tempo alla pubblicazione del prossimo numero. Mary Lighthouse, un'attivista per il buon costume (parodia di Mary Whitehouse), sta conducendo una campagna contro Oink! e cerca di fermarlo. Tre delle pagine riguardano le storie di Pete's Pimple, Rubbishman e Tom Thug, corrispondenti a fumetti pubblicati dalla vera rivista Oink! (Pete and his Pimple, Rubbish Man e Tom Thug), e ogni sottogioco è vagamente ispirato a uno di essi.

## Modalità di gioco
L'obiettivo del gioco è ricostruire nove pagine recuperando le relative vignette. Dal menù principale è possibile visualizzare lo stato delle pagine, inserirvi le vignette, e accedere liberamente ai tre sottogiochi, che permettono di ottenere le vignette man mano che i loro livelli vengono completati e i blocchetti contenenti bonus distrutti.
I tre sottogiochi sono:
- Pete's Pimple, un clone di Breakout con la racchetta scorrevole lungo il lato sinistro dello schermo. Oltre a respingere la pallina, che non è orientabile, bisogna evitare nemici che arrivano da destra; la racchetta può anche sparare per eliminare i nemici, ma non i blocchetti.
- Rubbishman, dove si controlla l'omonimo supereroe mentre vola con visuale dall'alto e scorrimento verso destra. Ci si può spostare in verticale e cambiare altitudine per evitare gli ostacoli, ma più si vola in alto più si consuma energia. Si può anche sparare e colpendo i blocchetti si ottengono bonus. Nella parte finale di ciascun livello l'altitudine è fissa, ma ci si può spostare anche in orizzontale, e si deve affrontare della spazzatura volante.
- Tom Thug, dove si pilota la Thugmobile dell'omonimo eroe, un veicolo futuristico che può muoversi e sparare nelle otto direzioni, ma non le due cose contemporaneamente. L'area di gioco è un labirinto di stanze collegate da uscite, con visuale dall'alto, dotate di pareti interne e di altri ostacoli formati da blocchetti distruttibili. Ci sono due tipi di nemici: zombi veloci ma vaganti casualmente e distruttibili, e lenti droni inseguitori che possono solo essere storditi.

Il tempo totale a disposizione scorre sempre, nel menù principale e durante i sottogiochi. Se si perdono tutte le vite in uno dei sottogiochi, si torna al menù con una penalità di tempo. Si può anche uscire volontariamente da ciascun gioco quando si desidera. In entrambi i casi si può sempre riprendere ogni sottogioco dal livello in cui si era arrivati. La sconfitta definitiva si ha solo per esaurimento del tempo.